# Чемпіонат світу з дзюдо 2009
Чемпіонат світу з дзюдо 2009 року проходив у Роттердамі (Нідерланди) з 26 по 30 серпня 2009 року.

## Категорії
- Чоловіки: 60 кг, 66 кг, 73 кг, 81 кг, 90 кг, 100 кг, +100 кг.
- Жінки: 48 кг, 52 кг, 57 кг, 63 кг, 70 кг, 78 кг, +78 кг.

## Розклад
| Середа 26/08/2009                                        | Четвер 27/08/2009                                     | П'ятниця 28/08/2009                  | Субота 29/08/2009                                     | Неділя 30/08/2009                                                |
| -------------------------------------------------------- | ----------------------------------------------------- | ------------------------------------ | ----------------------------------------------------- | ---------------------------------------------------------------- |
| Жінки — до 48 кг Чоловіки — до 60 кг Чоловіки — до 66 кг | Жінки — до 52 кг Жінки — до 57 кг Чоловіки — до 73 кг | Жінки — до 63 кг Чоловіки — до 81 кг | Жінки — до 70 кг Жінки — до 78 кг Чоловіки — до 90 кг | Жінки — понад 78 кг Чоловіки — до 100 кг Чоловіки — понад 100 кг |

## Розподіл медалей

### Чоловіки
| Категорія     | Золото                   | Срібло           | Бронза            |
| До 60 кг      | Георгій Зантарая         | Хіроакі Хіраока  | Ованес Давтян     |
| До 60 кг      | Георгій Зантарая         | Хіроакі Хіраока  | Еліо Верде        |
| До 66 кг      | Хашбаатарин Цагаанбаатар | Сугой Уріарте    | Міклош Унгварі    |
| До 66 кг      | Хашбаатарин Цагаанбаатар | Сугой Уріарте    | Ан Джонг-Хван     |
| До 73 кг      | Ван Кічхун               | Кім Чол-Су       | Дірк Ван Тіхельт  |
| До 73 кг      | Ван Кічхун               | Кім Чол-Су       | Мансур Ісаєв      |
| До 81 кг      | Іван Ніфонтов            | Сергій Шундзіков | Оле Бішоф         |
| До 81 кг      | Іван Ніфонтов            | Сергій Шундзіков | Кім Чепом         |
| До 90 кг      | Лі Кю-Вон                | Кирило Денисов   | Хешам Масбах      |
| До 90 кг      | Лі Кю-Вон                | Кирило Денисов   | Ділшод Чорієв     |
| До 100 кг     | Максим Раков             | Генк Ґрол        | Рамадан Дарвіш    |
| До 100 кг     | Максим Раков             | Генк Ґрол        | Такамас Анай      |
| Більше 100 кг | Тедді Рінер              | Оскар Брисон     | Абдулла Тангрієв  |
| Більше 100 кг | Тедді Рінер              | Оскар Брисон     | Маріус Паскєвічюс |

### Жінки
| Категорія    | Золото          | Срібло              | Бронза              |
| До 48 кг     | Томоко Фукумі   | Оріана Бланко       | Чунг Юнг-Єон        |
| До 48 кг     | Томоко Фукумі   | Оріана Бланко       | Фредерік Жоссіне    |
| До 52 кг     | Місато Накамура | Янет Бермой         | Анна Карраскоса     |
| До 52 кг     | Місато Накамура | Янет Бермой         | Ромі Тарангул       |
| До 57 кг     | Морган Рібу     | Тельма Монтейро     | Кіфаят Гасімова     |
| До 57 кг     | Морган Рібу     | Тельма Монтейро     | Гедвік Каракаш      |
| До 63 кг     | Уено Йосіє      | Елізабет Віллебордс | Клаудія Малзан      |
| До 63 кг     | Уено Йосіє      | Елізабет Віллебордс | Аліс Шлезінгер      |
| До 70 кг     | Юрі Альвеар     | Анетт Машарош       | Міна Ватанабе       |
| До 70 кг     | Юрі Альвеар     | Анетт Машарош       | Хоуда Мілет         |
| До 78 кг     | Марінде Веркерк | Марина Прищепа      | Гейде Воллерт       |
| До 78 кг     | Марінде Веркерк | Марина Прищепа      | Ї Сун               |
| Більше 78 кг | Тун Вень        | Каріна Браянт       | Ідаліс Ортіз Букурт |
| Більше 78 кг | Тун Вень        | Каріна Браянт       | Цукада Макі         |

## Медальний залік
| Місце  | Країна          | Золото | Срібло | Бронза | Всього |
| 1      | Японія          | 3      | 1      | 3      | 7      |
| 2      | Південна Корея  | 2      | 0      | 3      | 5      |
| 3      | Франція         | 2      | 0      | 1      | 3      |
| 4      | Нідерланди      | 1      | 2      | 0      | 3      |
| 5      | Росія           | 1      | 1      | 1      | 3      |
| 6      | Україна         | 1      | 1      | 0      | 2      |
| 7      | КНР             | 1      | 0      | 1      | 2      |
| 8      | Колумбія        | 1      | 0      | 0      | 1      |
| 8      | Монголія        | 1      | 0      | 0      | 1      |
| 8      | Казахстан       | 1      | 0      | 0      | 1      |
| 11     | Куба            | 0      | 2      | 1      | 3      |
| 11     | Іспанія         | 0      | 2      | 1      | 3      |
| 13     | Угорщина        | 0      | 1      | 2      | 3      |
| 14     | Португалія      | 0      | 1      | 0      | 1      |
| 14     | Північна Корея  | 0      | 1      | 0      | 1      |
| 14     | Велика Британія | 0      | 1      | 0      | 1      |
| 14     | Білорусь        | 0      | 1      | 0      | 1      |
| 18     | Німеччина       | 0      | 0      | 4      | 4      |
| 19     | Узбекистан      | 0      | 0      | 2      | 2      |
| 19     | Єгипет          | 0      | 0      | 2      | 2      |
| 21     | Азербайджан     | 0      | 0      | 1      | 1      |
| 21     | Бельгія         | 0      | 0      | 1      | 1      |
| 21     | Ізраїль         | 0      | 0      | 1      | 1      |
| 21     | Литва           | 0      | 0      | 1      | 1      |
| 21     | Італія          | 0      | 0      | 1      | 1      |
| 21     | Туніс           | 0      | 0      | 1      | 1      |
| 21     | Вірменія        | 0      | 0      | 1      | 1      |
| Всього | Всього          | 14     | 14     | 28     | 56     |